# Pick Withers
Pour les articles homonymes, voir Withers.
David "Pick" Withers est un musicien britannique, né le 4 avril 1948 à Leicester. Il a étudié la batterie à la Tech Music Schools.
Il est le premier batteur du groupe de rock britannique Dire Straits, de 1978 à 1982. C'est notamment lui qui joue sur les succès Sultans of Swing, Lady Writer, Romeo and Juliet ou encore Telegraph Road (chanson).
Pick Withers a aussi participé, avec Mark Knopfler, à l'album Slow Train Coming de Bob Dylan.
Durant sa carrière avec Dire Straits il joue sur les albums :
Dire Straits (album),
Communiqué (album),
Making Movies et
Love Over Gold. Après l'enregistrement en studio de ce dernier, il arrête la batterie et quitte Dire Straits, jugeant que le groupe ne nécessite plus de batteur et que le fait qu'il soit là ne change en rien leur succès.

## Discographie

### Avec Spring
- 1971 : Spring
- 1973 : Second Harvest

### Avec Dire Straits
- 1978 : Dire Straits
- 1979 : Communiqué
- 1980 : Making Movies
- 1982 : Love over Gold

### Autres participations
- 1979 : Slow Train Coming de Bob Dylan
- Giant From The Blue du Gary Fletcher Band